# Ierland op het Eurovisiesongfestival 1999
Ierland nam deel aan het Eurovisiesongfestival 1999 in Jeruzalem, Israël.
Het was de 33ste deelname van Ierland aan het festival.
De nationale omroep RTE was verantwoordelijk voor de bijdrage van Ierland voor 1999.

## Selectieprocedure
De Ierse nationale finale werd gehouden op 7 maart 1999 in de studio's van de nationale omroep RTE en werd uitgezonden door de RTÉ, gepresenteerd door Pat Kenny.
Acht acts deden mee in de finale en de winnaar werd gekozen door televoting.

| Volgorde | Lied                       | Artiest                     | Punten | Plaats |
| -------- | -------------------------- | --------------------------- | ------ | ------ |
| 1        | "I Believed"               | Nigel Connell               | 37     | 6de    |
| 2        | "You Must Have Been Crazy" | Brendan Keeley              | 66     | 2de    |
| 3        | "Run to Me"                | Barry Doyle                 | 22     | 8ste   |
| 4        | "You Can't Fight It"       | Tommy Quinn                 | 27     | 7de    |
| 5        | "I Won't Ever Let You Go"  | Maggie Toal & Andy McComish | 57     | 3de    |
| 6        | "An Bon Bon Carr"          | Doona                       | 48     | 4de    |
| 7        | "I'll Be There"            | Gary O'Shaughnessy          | 44     | 5de    |
| 8        | "When You Need Me"         | The Mullans                 | 84     | 1ste   |

## In Jeruzalem
In Israël moest Ierland aantreden als 17de, na Portugal en voor Oostenrijk.
Op het einde van de puntentelling bleek dat Ierland 17de was geworden met een score van 18 punten.
Men ontving 1 keer het maximum van de punten.
Nederland en België hadden geen punten over voor deze inzending.

### Gekregen punten

#### Finale
| 12 punten  | 10 punten             | 8 punten | 7 punten | 6 punten              |
| ---------- | --------------------- | -------- | -------- | --------------------- |
| - Litouwen |                       |          |          |                       |
| 5 punten   | 4 punten              | 3 punten | 2 punten | 1 punt                |
|            | - Verenigd Koninkrijk |          |          | - Noorwegen - Turkije |

### Punten gegeven door Ierland

#### Finale
Punten gegeven in de finale:
| 12 punten | Slovenië   |
| 10 punten | België     |
| 8 punten  | Estland    |
| 7 punten  | Denemarken |
| 6 punten  | Kroatië    |
| 5 punten  | Zweden     |
| 4 punten  | IJsland    |
| 3 punten  | Noorwegen  |
| 2 punten  | Frankrijk  |
| 1 punt    | Nederland  |

1965 · 1966 · 1967 · 1968 · 1969 · 1970 · 1971 · 1972 · 1973 · 1974 · 1975 · 1976 · 1977 · 1978 · 1979 · 1980 · 1981 · 1982 · 1983 · 1984 · 1985 · 1986 · 1987 · 1988 · 1989 · 1990 · 1991 · 1992 · 1993 · 1994 · 1995 · 1996 · 1997 · 1998 · 1999 · 2000 · 2001 · 2002 · 2003 · 2004 · 2005 · 2006 · 2007 · 2008 · 2009 · 2010 · 2011 · 2012 · 2013 · 2014 · 2015 · 2016 · 2017 · 2018 · 2019 · 2020 · 2021 · 2022 · 2023 · 2024 · 2025